# صايه شريف (الشاهل)

تعديل مصدري - تعديل

صايه شريف هي إحدى قرى عزلة جانب الشام بمديرية الشاهل التابعة لمحافظة حجة، بلغ تعداد سكانها 191 نسمة حسب تعداد اليمن لعام 2004.